# Мерсер (переписна місцевість, Вісконсин)
Мерсер (англ. Mercer) — переписна місцевість (CDP) в США, в окрузі Айрон штату Вісконсин. Населення — 551 особа (2020).

## Географія
Мерсер розташований за координатами 46°9′41″ пн. ш. 90°2′31″ зх. д. / 46.16139° пн. ш. 90.04194° зх. д. (46.161334, -90.041842).  За даними Бюро перепису населення США в 2010 році переписна місцевість мала площу 14,19 км², з яких 11,53 км² — суходіл та 2,66 км² — водойми.

## Демографія
Згідно з переписом 2010 року, у переписній місцевості мешкало 516 осіб у 276 домогосподарствах у складі 156 родин. Густота населення становила 36 осіб/км².  Було 587 помешкань (41/км²).
Расовий склад населення:
| - 98,4 % — білих - 1,0 % — азіатів - 0,6 % — корінних американців |

До двох чи більше рас належало 0,0 %. Частка іспаномовних становила 0,4 % від усіх жителів.
За віковим діапазоном населення розподілялося таким чином: 12,4 % — особи молодші 18 років, 51,4 % — особи у віці 18—64 років, 36,2 % — особи у віці 65 років та старші. Медіана віку мешканця становила 56,9 року. На 100 осіб жіночої статі у переписній місцевості припадало 92,5 чоловіків;  на 100 жінок у віці від 18 років та старших — 94,8 чоловіків також старших 18 років.
Середній дохід на одне домашнє господарство  становив 42 211 долар США (медіана — 33 750), а середній дохід на одну сім'ю — 50 461 долар (медіана — 42 917). Медіана доходів становила 25 833 долари для чоловіків та 26 250 доларів для жінок. За межею бідності перебувало 15,8 % осіб, у тому числі 22,4 % дітей у віці до 18 років та 5,3 % осіб у віці 65 років та старших.
Цивільне працевлаштоване населення становило 290 осіб. Основні галузі зайнятості: освіта, охорона здоров'я та соціальна допомога — 20,3 %, виробництво — 19,3 %, мистецтво, розваги та відпочинок — 14,8 %.